# Thomas Witten
Thomas Adams Witten (* 24. August 1944 in Raleigh, North Carolina) ist ein US-amerikanischer theoretischer Physiker, der Professor am James Franck Institute der University of Chicago ist. Er ist bekannt für das Witten-Sander Modell bei Diffusionsbegrenztem Wachstum und befasst sich mit Weicher Materie.

## Leben und Wirken
Witten studierte am Reed College mit dem Bachelor-Abschluss 1966 und wurde 1971 an der University of California, San Diego in Physik promoviert. Als Post-Doktorand war er bis 1974 Instructor an der Princeton University und 1974/75 am französischen Kernforschungszentrum in Saclay. Von 1975 bis 1982 war er Assistant Professor an der University of Michigan und forschte 1982 bis 1989 für Exxon. Ab 1989 war er Professor an der University of Chicago.
Er befasste sich mit kollektiven Mechanismen der spontanen Entstehung von Strukturen zum Beispiel bei Polymer-Lösungen, verdampfenden Flüssigkeitstropfen, Surfactant-Schichten und dünnen elastischen Schichten. Darin spiegeln sich sowohl konkurrierende mechanische und äußere Kräfte als auch die statistischen Eigenschaften der zugrunde liegenden Substanzen wider.
2002 wurde Witten in die American Academy of Arts and Sciences gewählt.

## Schriften
- Structured Fluids: Polymers, colloids, surfactants, Oxford University Press 2003
- mit Leonard Sander: Diffusion limited aggregation – a kinetic critical phenomenon, Physical Review Letters, Bd. 47, 1981, S. 1400–1403
- mit Sander: Diffusion limited aggregation, Physical Review B, Bd. 27, 1983, S. 5686
- mit Sander: Fractal Growth, Scientific American, Bd. 256, 1987, S. 94–100